# SBT Manhã
SBT Manhã é um telejornal matinal brasileiro, produzido e exibido pelo SBT. Estreou em 2005 sob o comando de Joyce Ribeiro e Amália Rocha. Era apresentado por Hermano Henning e Joyce Ribeiro. O telejornal foi substituído pelos programas Jornal do SBT e Noticias da Manhã, antes de retornar a programação em 2025. 
Retornou à programação no dia 26 de maio de 2025, substituindo o SBT News Manhã e sendo apresentado por Darlisson Dutra e Lívia Zanolini.

## História

### Jornal do SBT Manhã (2005–2013)
O telejornal entrou no ar em 19 de setembro de 2005 sob o comando de Joyce Ribeiro e Amália Rocha, com o nome Jornal do SBT Manhã. Em 2006, com a vinda de Carlos Nascimento da Rede Bandeirantes, que assumiu o comando do Jornal do SBT, Hermano Henning assumiu o comando do Jornal do SBT Manhã. Em 19 de junho de 2007, Analice Nicolau assumiu a apresentação ao lado de Hermano.
Em 2012, estreia em São Paulo um bloco ao vivo apresentado por Rodolpho Gamberini com duração de meia hora. Em 12 de março de 2012, o telejornal passa a ser apresentado provisoriamente no estúdio 4 do SBT devido as reformas na redação da emissora. Em 5 de novembro, com a saída de Gamberini, César Filho assume definitivamente a edição local, que passa contar com uma hora de duração.

### SBT Manhã (2013–2014; 2025–presente)

Logotipo do SBT Manhã em 2013

No dia 18 de março de 2013, o jornal, assim como os demais noticiários da emissora, estreia um novo cenário, e passa a se chamar SBT Manhã. Em 13 de maio de 2013, Joyce Ribeiro assume o SBT Manhã em substituição a Analice Nicolau, que devido a problemas pessoais deixa o telejornal e volta para a reportagem.
O telejornal foi extinto em 19 de setembro de 2014, no mesmo dia em que completou 9 anos, dando lugar ao já existente Notícias da Manhã.
Em 13 de abril de 2015, o jornal iria ser exibido de manhã, agora por 60 minutos, das 6h às 7h, no lugar do Notícias da Manhã. Porém, a emissora preferiu exibir no horário uma hora a mais da reprise do Jornal do SBT.
Em 15 de maio de 2025 durante um evento que anunciava a nova programação do SBT, a emissora confirmou a volta do telejornal, sob a apresentação de Darlisson Dutra e Lívia Zanolini, substituindo o SBT News Manhã.

## Exibição
Durante um período de pouco mais de um ano, o programa foi dividido em duas edições, a primeira exibida das 4h às 5h, com a reprise da mesma das 5h às 6h, e das 6h às 7h. A segunda era apresentada por César Filho, sendo exibida apenas para São Paulo e pouquíssimas partes do Brasil, das 7h às 8h e passava a ser exibida em edição nacional a partir das 08h e permanecia no ar até as 9h. Porém em 9 de junho de 2014 a 2.ª edição é extinta, e transformada no jornal com o nome Notícias da Manhã.
Em seu retorno no dia 26 de maio de 2025, o jornal ocupou a faixa das 4h45 ás 7h, sendo o horário das 6h ás 7h destinado a programação local. Desde 12 de junho de 2025, o telejornal ganhou mais 30 minutos, passando a ser exibido das 4h45 ás 7h30, com o horário das 6h ás 7h30 sendo local.

## SBT Manhã 2.ª Edição
SBT Manhã 2.ª Edição foi um noticiário criado pelo SBT, estreou em 2012 com apresentação de Rodolpho Gamberini e, posteriormente César Filho.

### História
Em 2012, estreia em São Paulo um bloco ao vivo apresentado por Rodolpho Gamberini com duração de meia hora. Em 5 de novembro, com a saída de Gamberini, César Filho assume definitivamente a edição local, que passa contar com uma hora de duração. Em 10 de junho de 2013, a edição local se transforma no SBT Manhã 2.ª Edição. Em 9 de junho de 2014, após um ano, a segunda edição do SBT Manhã é transformada em revista eletrônica com nome Notícias da Manhã.

### Apresentadores
- Rodolpho Gamberini (2012)
- César Filho (2012–2014)